# Plessisville
Plessisville es una ciudad de la provincia de Quebec, Canadá. Está ubicada en el municipio regional de condado de L'Érable y a su vez, en la región administrativa de Centre-du-Québec. Hace parte de las circunscripciones electorales de Arthabaska a nivel provincial y de Mégantic−L'Érable a nivel federal.

## Geografía
Plessisville se encuentra ubicada en las coordenadas 46°14′00″N 71°46′00″O / 46.23333, -71.76667. Según Statistics Canada, tiene una superficie total de 4,33 km² y es una de las 1135 municipalidades en las que está dividido administrativamente el territorio de la provincia de Quebec.

## Demografía
Según el censo de 2011, había 6688 personas residiendo en esta ciudad con una densidad poblacional de 1546 hab./km². Los datos del censo mostraron que de las 6677 personas censadas en 2006, en 2011 hubo un aumento poblacional de 11 habitantes (0,2%). El número total de inmuebles particulares resultó de 3115 con una densidad de 719,4 inmuebles por km². El número total de viviendas particulares que se encontraban ocupadas por residentes habituales fue de 3067.